# Olympia
Olympia — подвійний концертний музичний альбом співака Крістофа. Виданий у 1975 році на Motors.

## Список пісень
| LP 1 Сторона А «Souvenirs» — 1:05 «La Petite Fille du 3e» — 3:48 «Les Mots Bleus» — 4:37 «Mama» — 2:11 «Belle» — 3:26 «Mickey» — 2:31 Сторона B «Le Temps De Vivre» — 4:50 «Du Pain Et Du laurier» — 3:15 «La Danse du Nain» — 2:55 «Les Paradis perdus» — 8:15 | LP 2 Сторона C «Le Dernier Des Bevilacqua» — 10:00 «Emporte-Moi» — 14:39 Сторона D «Introduction» — 3:45 «Le Petit Gars» — 4:25 «Señorita» — 3:35 «Drôle De Vie» — 6:30 |